# Horsens
Horsens ( PRONÚNCIA DINAMARQUESA) é uma cidade portuária da Dinamarca, situada no leste da península da Jutlândia, no interior do fiorde de Horsens (Horsens fjord). 
É historicamente conhecida desde o século XII, e tem conservadas algumas casas em estilo enxaimel, típicas do século XVIII.

| Etimologia de Horsens O nome geográfico Horsens deriva do dinamarquês antigo hors (cavalo) e næs (istmo), aludindo a um istmo que faz lembrar um cavalo. A cidade está mencionada como Horsenes, no século XII. |

Tem cerca de 61 074 habitantes (2022).
É o centro administrativo da comuna de Horsens, pertencente à Região Central (Region Mittjylland).

## História
Horsens é uma das cidades mais antigas da Dinamarca, conhecida desde o século XII.                                                                                            

## Comunicações
Horsens é atravessada pela estrada europeia E45 (Frederikshavn-Aalborg-Randers-Aarhus-Horsens-Vejle-Kolding-Hamburgo)

A cidade está ligada por via férrea a Aalborg e Aarhus, no norte, e a Vejle, Kolding e Hamburgo, no sul.

Está servida por um importante porto de exportação de produtos nacionais e dos países nórdicos, com especial relevo para a madeira da Finlândia e da Suécia.

## Educação
Horsens conta com instituições de formação técnica e comercial.

- VIA University College (Campus Horsens; Ensino técnico superior em inglês e em dinamarquês; fundada em 2008; 2 900 estudantes, 2024) [12]

## Economia
A economia tradicional de Horsens está dominada pela atividade comercial e industrial. 

Hoje em dia, têm particular importância as  indústrias de metalomecânica, alimentação, mobiliário, eletrónica e impressão. 

## Pontos turísticos
Esta antiga cidade tem várias atrações turísticas de destaque:

- Igreja do nosso Salvador (Vor Frelser Kirke; século XIII)
- Casas tradicionais do século XVIII
- Museu de Horsens (Horsens Museum)

## Personalidades ligadas a Horsens
- Kristina Jørgensen - jogadora de andebol
- Mona Juul - política dinamarquesa (n. 1967)
- Simon Kjær - jogador de futebol
- Vitus Bering - explorador (1681-1741)

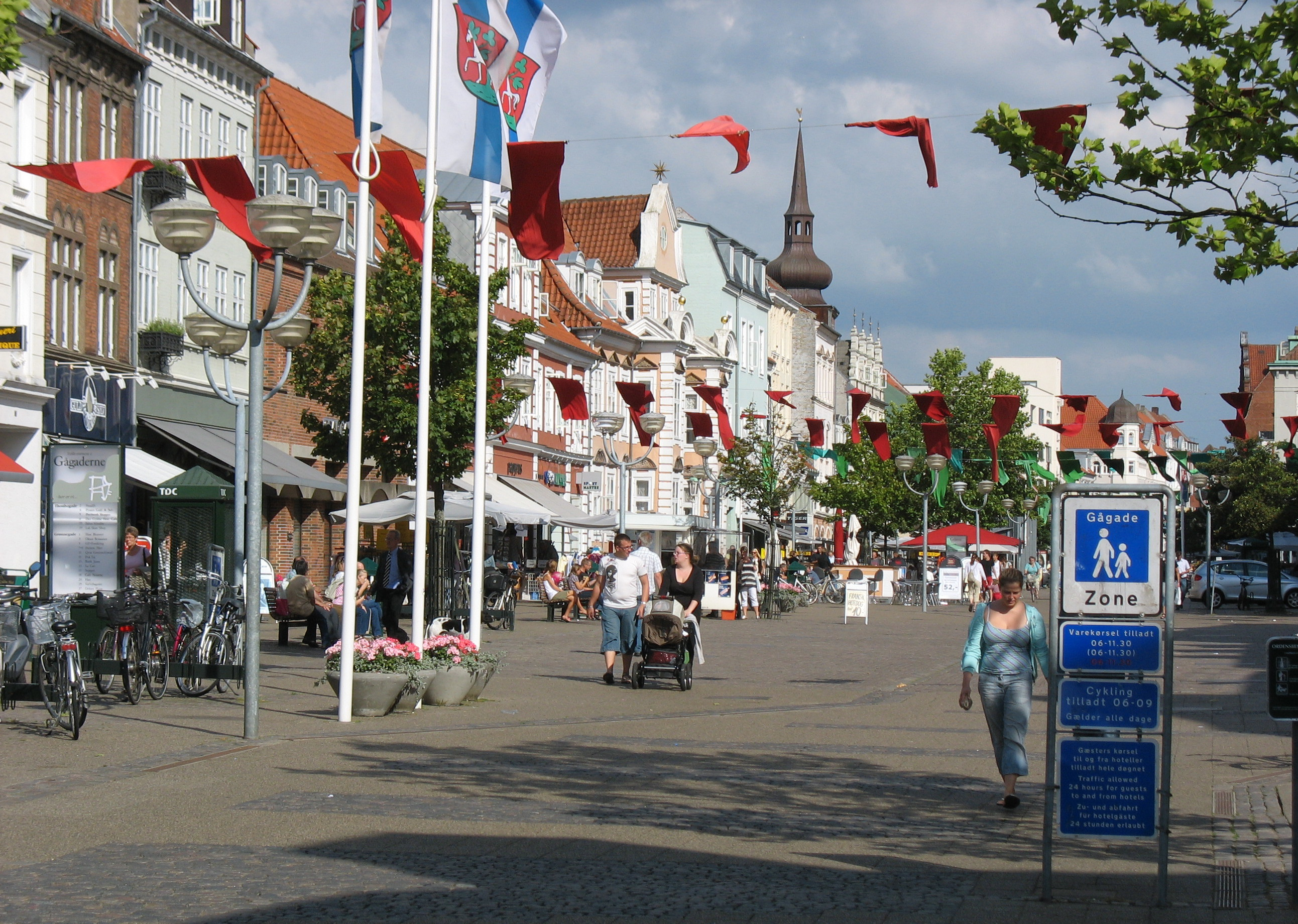
A rua pedonal de Søndergade
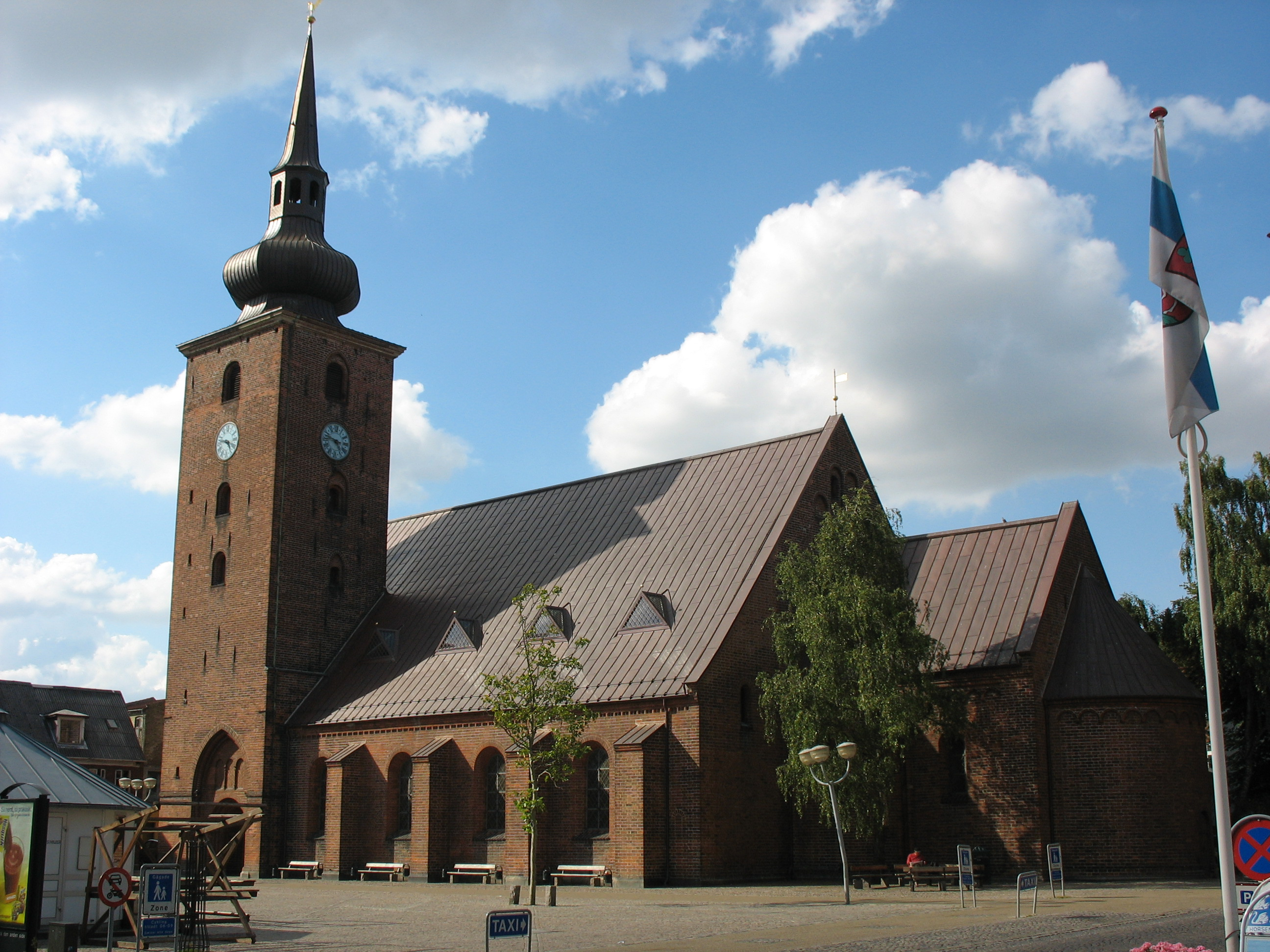
Igreja do nosso Salvador (Vor Frelser Kirke)
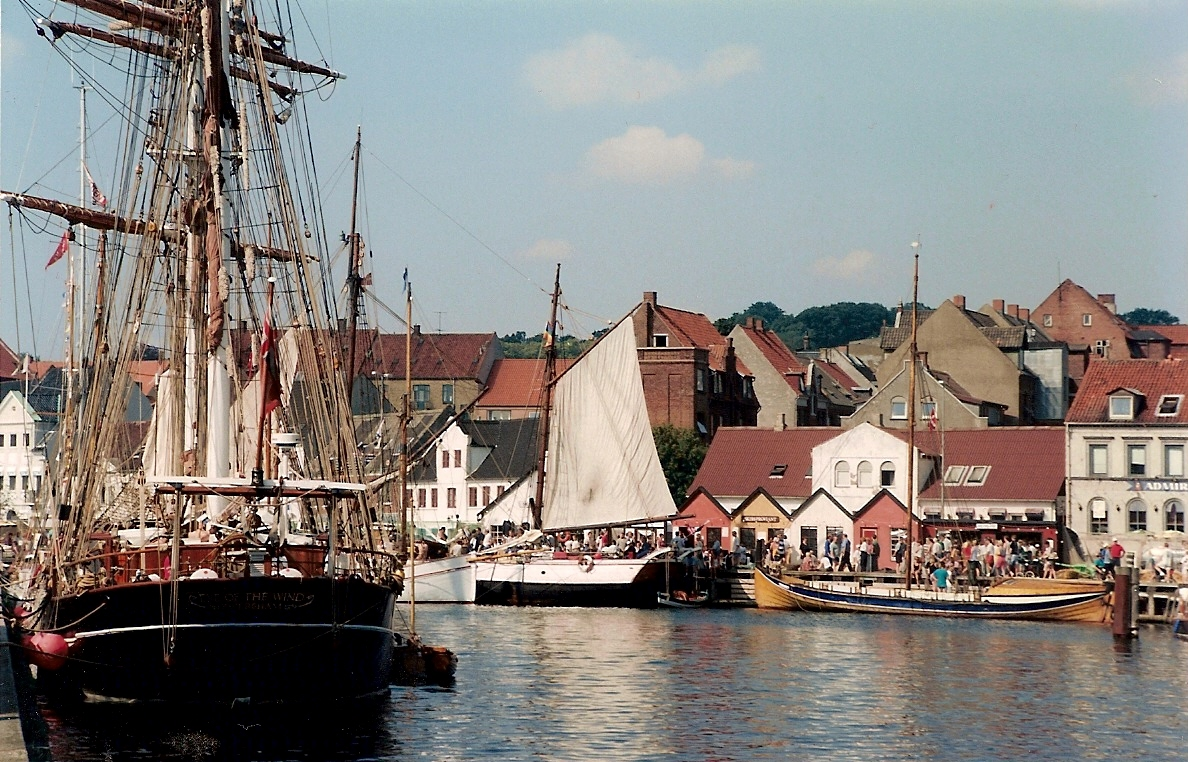
O porto de Horsens
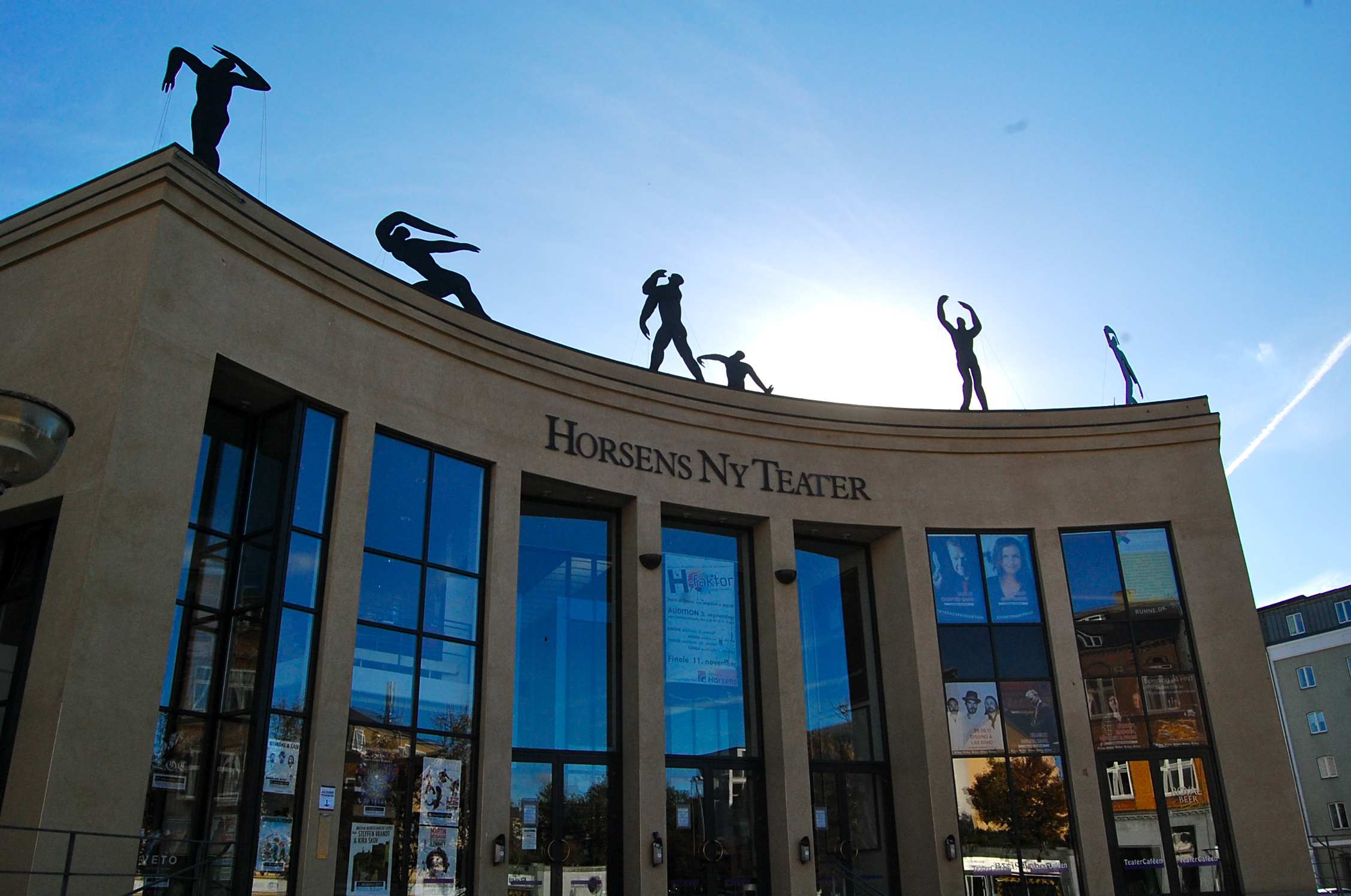
O Novo Teatro de Horsens Horsens Ny Teater